# Terzo (Italia)
Terzo (Ters in piemontese) è un comune italiano di 818 abitanti della provincia di Alessandria in Piemonte, situato sulla sponda sinistra del fiume Bormida.
Dalla cima della torre (alta 25 metri e costruita a cavallo tra il Trecento ed il Quattrocento) è possibile godere del paesaggio che si apre sulle valli dei fiumi Erro e Bormida.
Di questa struttura - inserita nel sistema dei "Castelli Aperti" del Basso Piemonte - rimane solo la torre tardomedioevale.
Fu fortificazione dei vescovi di Acqui.

## Origini del nome
Il nome di Terzo deriva dal latino Ad tertium lapidem ("a tre pietre miliari"), poiché si trovava alla distanza di tre miglia romane (circa 3 km), dalla città di Aquae Statiellae (Acqui Terme) sulla Via Aemilia Scauri che univa quest'ultima a Dertona (Tortona) e alle Gallie.
In alcuni testi compare ancora come Terzo d'Acqui. Tale toponimo è in realtà erroneo, fa infatti riferimento al periodo in cui, con regio decreto del 20 dicembre 1928, il re d'Italia Vittorio Emanuele III aggregò il comune di Terzo a quello di Acqui Terme. Il comune di Terzo, rinominato in quel periodo Terzo d'Acqui, divenne a tutti gli effetti una frazione della cittadina termale. Successivamente, con Decreto del Capo Provvisorio dello Stato, pubblicato l'11 novembre 1947, ed entrato in vigore il giorno successivo, Terzo venne ricostituito in Comune e, con il titolo, riconquistò il suo nome originario.

## Storia

### Simboli
(D.P.R. del 3 giugno 1982)
Il pastorale ricorda il dominio del vescovo di Acqui; la pietra miliare con la cifra romana III richiama la probabile origine del nome del paese; la torre del XIV secolo, oggi unico resto del castello che dominava la valle del Bormida e dell'Erro.
Il gonfalone è un drappo troncato di azzurro e di giallo.

## Società

### Evoluzione demografica
Abitanti censiti

## Amministrazione
Di seguito è presentata una tabella relativa alle amministrazioni che si sono succedute in questo comune.
| Periodo         | Periodo         | Primo cittadino            | Partito                     | Carica  | Note  |
| --------------- | --------------- | -------------------------- | --------------------------- | ------- | ----- |
| 28 aprile 1989  | 7 novembre 1992 | Eliana Barabino            | -                           | Sindaco | [ 8 ] |
| 7 novembre 1992 | 5 giugno 1993   | Giuseppe Emilio Baldizzone | Partito Socialista Italiano | Sindaco | [ 8 ] |
| 15 giugno 1993  | 28 aprile 1997  | Vittorio Grillo            | Lega Nord                   | Sindaco | [ 8 ] |
| 28 aprile 1997  | 14 maggio 2001  | Vittorio Grillo            | lista civica                | Sindaco | [ 8 ] |
| 22 maggio 2001  | 30 maggio 2006  | Angelo Arata               | lista civica                | Sindaco | [ 8 ] |
| 30 maggio 2006  | 16 maggio 2011  | Vittorio Giovanni Grillo   | lista civica                | Sindaco | [ 8 ] |
| 16 maggio 2011  | 6 giugno 2016   | Vittorio Giovanni Grillo   | lista civica: torre civica  | Sindaco | [ 8 ] |
| 6 giugno 2016   | 3 ottobre 2021  | Vittorio Giovanni Grillo   | lista civica: torre civica  | Sindaco | [ 8 ] |
| 3 ottobre 2021  | in carica       | Maurizio Solferini         | lista civica: #per Terzo    | Sindaco | [ 8 ] |